# Auburn, Nebraska
Auburn är administrativ huvudort i Nemaha County i Nebraska. Orten har fått sitt namn efter Auburn, New York. Enligt 2020 års folkräkning hade Auburn 3 470 invånare.